# Дифузійний метод Монте-Карло
Дифузійний метод Монте-Карло (ДММК) є квантовим методом Монте-Карло, який використовує функцію Гріна для розв'язання рівняння Шредінгера. ДММК є потенційно чисельно точним, тобто він може знайти точну енергію основного стану в межах заданої похибки для будь-якої квантової системи.  Коли ми намагаємось обчислити рівняння Шредінгера, можна виявити, що для бозонів, алгоритм масштабується, як многочлен розмірністю системи, але для ферміонів,  ДММК зростає експоненціально зі збільшенням розміру системи. Це робить точні масштабні симуляції DMC для ферміонів неможливими, однак ДММК, що використовує розумне наближення,  відоме як наближення фіксованого вузла, все ще може давати дуже точні результати. далі йде пояснення основного алгоритму, як він працює, чому ферміони спричиняють проблеми, і як апроксимація основних вузлів вирішує цю проблему.

## Проєкційний метод
Щоб обґрунтувати алгоритм, давайте розглянемо рівняння Шредінгера для частинки в деякому потенціалі в однjвимірному просторі:
{\displaystyle i{\frac {d\Psi (x,t)}{dt}}=-{\frac {1}{2}}{\frac {d^{2}\Psi (x,t)}{dx^{2}}}+V(x)\Psi (x,t).}
Ми можемо скоротити позначення трохи, написавши його в термінах операторного рівняння, отже
{\displaystyle H=-{\frac {1}{2}}{\frac {d^{2}}{dx^{2}}}+V(x)}.
Отже, отримаємо 
{\displaystyle i{\frac {d\Psi (x,t)}{dt}}=H\Psi (x,t),}
де ми повинні мати на увазі, що H є оператором, а не простим числом або функцією. Є спеціальні функції, які називаються власними функціями, для яких {\displaystyle H\Psi (x)=E\Psi (x)}, де E - число. Ці функції є особливими, тому що незалежно від того, де ми оцінюємо дію  оператора H на хвильову функцію, ми завжди отримуємо те ж число E, тобто ці функції називаються стаціонарними станами, тому що похідна по часу в будь-якій точці x завжди однакові, тому амплітуди хвильової функції не змінюється у часі. Так як загальна фаза хвильової функції не піддаються вимірюванню, система не змінюється у часі.
Насправді нас цікавить хвильова функція з найнижчою енергією на власні значення, в основному стані. Ми збираємося написати трохи іншу версію рівняння Шредінгера, яке буде мати ту ж енергію власного значення, але, замість того, щоб бути коливальним, воно буде конвергентним:
{\displaystyle -{\frac {d\Psi (x,t)}{dt}}=(H-E_{0})\Psi (x,t)}.
Ми забрали уявне число з похідної часу і додали його в постійне зміщення {\displaystyle E_{0}},що є енергією основного стану. Ми фактично не знаємо енергії основного стану, але  буде спосіб визначити його самостійно, який ми представимо пізніше. Наше модифіковане рівняння (деякі називають це уявним у часі рівнянням Шредінгера) мають деякі приємні властивості. Перше, що потрібно помітити, полягає в тому, що якщо ми вгадаємо хвильову функцію основного стану, тоді {\displaystyle H\Phi _{0}(x)=E_{0}\Phi _{0}(x)} і похідна по часу доровнюватимуть нулю. Тепер припустимо, що ми починаємо з іншої хвильової функції({\displaystyle \Psi }), який є не основним станом, але не ортогональним до нього. Тоді ми зможемо записати це як лінійну суму власних функцій:
{\displaystyle \Psi =c_{0}\Phi _{0}+\sum _{i=1}^{\infty }c_{i}\Phi _{i}}
Оскільки це лінійне диференціальне рівняння, ми можемо подивитися на дію кожної частини окремо. Ми вже визначили, що {\displaystyle \Phi _{0}} є стаціонарним. Припустимо, ми беремо {\displaystyle \Phi _{1}}. Оскільки {\displaystyle \Phi _{0}} це власна функція з низькою енергією, асоційована з  власним числом {\displaystyle \Phi _{1}} задовольняє властивості {\displaystyle E_{1}>E_{0}}. Таким чином, похідна по часу від {\displaystyle c_{1}} від'ємна, а при спрямуванні до нескінчаності промує но нуля. Зилишається тільки основний стан. Це спостереження також дає нам спосіб визначити {\displaystyle E_{0}}. Ми розглянемо амплітуду хвильової функції, коли ми поширюємося через час. Якщо воно збільшується, то зменште оцінку енергії зсуву. Якщо амплітуда зменшується, то збільшуйте оцінку енергії зміщення.

## Стохастична реалізація
Тепер у нас є рівняння, яке, як ми поширюємо його у часі та корегуємо {\displaystyle E_{0}} відповідно, ми знаходимо основний стан будь-якого даного Гамільтоніану. Проте це ще складніше, ніж класична механіка, оскільки, замість розповсюдження єдиних позицій частинок, ми повинні поширювати цілі функції. У класичній механіці ми могли б імітувати рух частинок шляхом встановлення {\displaystyle x(t+\tau )=x(t)+\tau v(t)+0.5F(t)\tau ^{2}}, якщо ми припустимо, що сила постійна протягом проміжку часу від {\displaystyle \tau }. Для уявного рівняння  Шредінгера по часу, замість цього,  поширюєно його  у часі за допомогою згортки інтеграла з особливою функцією, що  називається функцією Гріна. Таким чином ми отримуємо {\displaystyle \Psi (x,t+\tau )=\int G(x,x',\tau )\Psi (x',t)dx'}. Подібно до класичної механіки, ми можемо поширюватися лише на невеликі відрізки часу; інакше функція Гріна є  неточною. Коли кількість часток зростає, збільшується і розмірність інтеграла, оскільки ми повинні інтегрувати по всіх координатах всіх частинок. Ми можемо знайти ці інтеграли за допомогою інтеграції Монте-Карло.